# Mirina
Mirina (græsk: Μύρινα) er hovedby og bispesæde på den græske ø Limnos. Indbyggertallet er pr. 2001 på 7.488, og byen har et areal på 82 km².
Byens historie går tilbage til antikken, og da øen var under venetiansk herredømme opførtes efter 4. korstog en fæstning på byens antikke akropolis.